# Agrotis eximia
Agrotis eximia là một loài bướm đêm trong họ Noctuidae.